# Zeta Hydri
Zeta Hydri (47 Hydri) é uma estrela na direção da constelação de Hydrus. Possui uma ascensão reta de 02h 45m 32.53s e uma declinação de −67° 37′ 00.2″. Sua magnitude aparente é igual a 4.83. Considerando sua distância de 295 anos-luz em relação à Terra, sua magnitude absoluta é igual a 0.05. Pertence à classe espectral A2IV/V.